# Augusto Céspedes
Augusto Céspedes Patzi (Cochabamba, 06 de febrero de 1904 - La Paz, 11 de mayo de 1997) fue un intelectual, periodista, escritor y político boliviano, también conocido con el sobrenombre de «Chueco». Uno de los escritores más significativos de la llamada «generación del Chaco» y de la revolución de 1952.

## Biografía
Hijo de Pablo Céspedes y Adriana Patzi Iturri, vivió su niñez y juventud en Cochabamba. Realizó los estudios de secundaria en el Colegio Nacional Sucre. Sobrino del poeta Man Césped, realizó sus primeros trabajos en la revista Arte y trabajo, donde colaboraba entre otros, Adela Zamudio.
Estudió la carrera de derecho en la Universidad Mayor de San Andrés, La Paz, y obtuvo el título de abogado en 1924. Sin embargo no ejercería la profesión, volcando su atención hacia la política y el periodismo.
Contrajo matrimonio con la actriz Matilde Garvía.

### Periodismo y la Guerra del Chaco
Céspedes entabló una larga amistad con el también escritor Carlos Montenegro, que fue esposo de su hermana Yolanda. Ambos colaborarían tanto en política como en la prensa, formando un equipo que fue calificado como la «dupla aborrecida» por Mariano Baptista Gumucio, debido a la feroz crítica periodística a sus oponentes políticos e ideológicos.
En 1927, junto a Montenegro y otros grupos políticos juveniles disidentes del liberalismo, participó en la fundación del Partido de la Unión Nacional, promovido por el presidente Hernando Siles. Sin embargo el proyecto político, que tenía como objetivo la reelección de Siles, finalmente fracasó, aunque sirvió como primera experiencia de organización para los futuros proyectos de Céspedes y Montenegro.
Durante este periodo, Céspedes comenzó a destacarse en su labor como periodista y columnista. Escribió para periódicos como El Diario y El Universal, diario independiente fundado en 1932 y dirigido por Armando Arce.
Al estallar la Guerra del Chaco entre Bolivia y Paraguay en 1932, Céspedes fue enviado como corresponsal para El Universal a la remota región del Chaco Boreal, donde se desarrollaba el conflicto. Inicialmente acantonado en la retaguardia, sus primeros reportajes eran de tono humorístico. Luego, al moverse al frente de combate, fue cambiando la dirección de su narración hacia una descripción más cruda y realista que mostraba el horror y la tragedia del conflicto bélico. Céspedes envió 34 despachos que luego fueron reunidos y editados en el libro Crónicas heroicas de una guerra estúpida, publicado en 1975.
El gobierno boliviano esperaba que la delegación de prensa pudiera informar de las eventuales victorias nacionales, para levantar la moral de la ciudadanía. Sin embargo, el resultado fue el contrario, ya que las crónicas relataban descarnadamente el horror y las penurias que sufrían los soldados en el frente. Mal aprovisionadas, en un terreno hostil y con un calor al que no estaban acostumbradas, las tropas bolivianas eran retratadas en las palabras de los pocos periodistas enviados al lugar. Reportes como los de Céspedes fueron en gran medida la causa para que el gobierno cerrara El Universal, en 1935.

### La Posguerra y las ideas nacionalistas
Al finalizar la guerra, Céspedes publicó Sangre de mestizos (1936), una colección de relatos cuyo argumento gira en torno a la temática de la guerra del Chaco. La narrativa de Sangre de mestizos, es utilizada por Céspedes para mostrar el extremo de barbarie al que se había llevado a la sociedad boliviana, en función de los intereses de las minorías elitistas. Céspedes identificó al mestizo como el nuevo ciudadano boliviano, que asumió su identidad luego de enfrentar su realidad en la guerra.
El relato más célebre de Sangre de Mestizos probablemente sea "El pozo", una metáfora sobre la inutilidad absoluta de la guerra, lo absurdo del conflicto que moviliza a miles de personas que no saben por lo que mueren. En este y los otros relatos, Céspedes describe el desencuentro entre el boliviano y el territorio en el que combate: hostil y ajeno, con un calor sofocante y un panorama inhóspito. "El pozo" ha sido considerado como uno de los mejores cuentos de la literatura boliviana y ha sido publicado en varias antologías.
Tras el cierre de El Universal, fundó el matutino La Calle en 1936, junto a Armando Arce y Carlos Montenegro. Fue director político de este periódico, en el que también colaboraron personajes como Walter Guevara Arze y José Cuadros Quiroga. La Calle fue un medio de difusión importante de las ideologías que posteriormente darían lugar al nacionalismo revolucionario. Desde sus columnas de corte humorístico, "Callejón oscuro" y "Los Monos de Wall Street", publicó artículos muy duros en contra de los gobiernos ligados a las grandes empresas mineras. El carácter popular de La Calle convertía a este diario en una alternativa a la prensa conservadora, en muchos casos controlada y financiada por las empresas mineras, como el caso de La Razón, de Carlos Víctor Aramayo.
Con el afán de comprender y ahondar en la problemática del trabajador minero, y los conflictos permanentes con las empresas en las que trabajaban, Céspedes fue a vivir a los distritos mineros. Allí tomó contacto directo con los dirigentes y sindicatos, identificándose con sus causas de modo que fue elegido diputado por los distritos mineros en la Convención Nacional constituyente convocada por Germán Busch en 1938.
En esa constituyente se aprobó la libre asociación sindical y la función social de la propiedad agraria. Durante el gobierno de Germán Busch, también se dictaron medidas como la subida del impuesto a las exportaciones del estaño en 25%, y la entrega del control de las divisas obtenidas por exportaciones a manos del estado. Estas medidas, alineadas con las ideas de jóvenes políticos como Céspedes, fueron sin embargo revertidas luego de la muerte de Busch. 
Céspedes plasmaría años después estos episodios en El dictador suicida, un libro en el que intenta retratar importantes eventos en la historia boliviana, haciendo especial énfasis en el paso de Busch por la presidencia.

### El nacionalismo revolucionario
La debacle de la guerra del Chaco y la decadencia del estado boliviano, personificado en gobiernos militares y vinculados a sectores conservadores y a las empresas mineras, propiciaron el surgimiento de propuestas políticas alternativas. Céspedes lo resumió diciendo: «del Chaco no surgió una conciencia, sino el desorden propicio para incubarla». Es así que se asoció a otros políticos emergentes, muchos de ellos ya vinculados a través de La Calle o de la convención de 1938, para formar una nueva tienda política. El resultado fue la fundación del Movimiento Nacionalista Revolucionario (MNR) en 1942, junto a Víctor Paz Estenssoro, Hernán Siles Suazo, Walter Guevara Arze, Carlos Montenegro, Germán Monroy Block, Armando Arce, Javier del Granado, José Cuadros Quiroga y otros.
Junto a Montenegro, es considerado uno de los principales ideólogos del MNR, expresando a través de sus obras y artículos de prensa, todo el contenido de su línea política y de pensamiento. Uno de los elementos más importantes de su contribución está ligado al mestizaje como factor de unidad social. En su obra identifica al mestizo como el nuevo individuo boliviano, que será el sujeto sobre el cual el MNR construiría su proyecto de país.
En 1943 la situación política en Bolivia dio un giro al producirse el golpe de Estado que propulsa a Gualberto Villarroel a la presidencia. Villarroel contaba con el apoyo del MNR y de la logia militar Razón de Patria (RADEPA), y buscaba implementar muchas de las reformas propuestas por el naciente partido. En ese gobierno formaron parte del ejecutivo, Paz Estenssoro, Montenegro y Céspedes, y este último fue nombrado ministro secretario general. Sin embargo, se debió retirar al poco tiempo del ejecutivo, junto a todos los miembros del MNR, por presiones externas y acusaciones de vinculación al nazismo y al comunismo.
En 1944 fue elegido diputado por los distritos mineros para la Convención Nacional. Posteriormente fue nombrado embajador de Bolivia en Paraguay, donde posibilitó la visita de Villarroel a ese país, la primera de un presidente boliviano desde el fin de la guerra.
Durante ese tiempo finalizó y publicó su primera novela, Metal del diablo (1946), una biografía ficcionalizada del empresario minero Simón I. Patiño. Bajo el nombre ficticio de Zenón Omonte, Patiño es retratado como un pragmático potentado, manipulador de los diferentes gobiernos de turno, y como un explotador. La publicación de este libro fue considerada una afrenta por los sectores conservadores y naturalmente aquellos allegados a Patiño. Por otro lado, contribuyó a reforzar la idea colectiva que vinculaba a los gobiernos conservadores y los grandes empresarios mineros (llamados comúnmente «la rosca»), en el manejo inescrupuloso de los excedentes económicos.
Sin embargo, el conflictivo ambiente político en Bolivia volvió a manifestarse el 21 de julio de 1946, a través de una sublevación popular inesperadamente apoyada por los sectores conservadores y los de la extrema izquierda. La revuelta asaltó el palacio de gobierno y acabó con la vida de Villarroel, precipitando la caída del gobierno e instaurando nuevamente un régimen conservador. La mayoría de los dirigentes del MNR salvaron sus vidas escondiéndose o refugiándose en embajadas. Céspedes, estando en Paraguay durante estos hechos, fue finalmente exiliado a Argentina junto a Montenegro y Paz Estenssoro.
En este periodo, conocido en la historia boliviana como el «Sexenio», Céspedes contribuyó a la rearticulación de su partido desde el exilio.

### La revolución de 1952
La llegada al poder del MNR tras un largo periodo de convulsión, incluyendo la guerra civil de 1949, y culminando en la revolución del 9 de abril de 1952, significó un cambio radical en la realidad nacional. Céspedes regresó del exilio junto a Paz Estenssoro, que asumió la presidencia del país.
Céspedes fue nombrado director del periódico La Nación, que reflejaba en general la línea política oficialista. Luego fue nombrado embajador en Italia, y diputado nuevamente en 1956. Durante los años que gobernó el MNR, se produjeron muchas divisiones y fracturas internas que terminaron con el derrocamiento de Paz Estenssoro por René Barrientos Ortuño. Céspedes también fue distanciándose de Paz Estenssoro, a quien guardaba admiración en ciertos aspectos: «Alcanzó un nivel de incomparable superioridad sobre los políticos de la Rosca, a quienes desbarató con su palabra de catedrático inflamado de pueblo»; pero criticaba en otros: «quiso combinar la burocracia con el caciquismo, el provecho con el poder, y quebró su temperancia embriagándose de maquiavelismo paisano hasta desplomarse».

### Últimos años
Durante la larga etapa de gobiernos militares en Bolivia, Céspedes se alejó de la función pública hasta 1978, cuando fue nombrado embajadador ante la UNESCO. La aceptación de este cargo le valió la crítica de muchos sectores, que juzgaban poco coherente el aceptar la representación de gobiernos militares e impuestos al margen de la democracia.
También se dedicó a la publicación de obras como Trópico enamorado (1968) y Salamanca o el metafísico del fracaso (1973), una dura crítica al expresidente Salamanca, a quien responsabilizó de defender intereses de oligarquía minera, y en gran medida por el fracaso en el conflicto del Chaco.
Contrajo matrimonio con Graciela Postigo, con quien no tuvo descendencia, Sin embargo fue cercano y apoyó a la hija de Postigo, la también escritora Luisa Fernanda Siles.
Tras regresar a Bolivia, luego de pasar varios años en París como embajador ante la UNESCO, continuó publicando artículos de opinión en la prensa local, muchas veces criticando la nueva política de su partido, el MNR.

## Legado
La figura de Céspedes está íntimamente ligada a la ideología del nacionalismo revolucionario, encabezado por Carlos Montenegro. Sin embargo su obra, más allá de la ideología, se ha concentrado en identificar de manera clara algunos símbolos y conceptos fundamentales para el pensamiento nacionalista boliviano del siglo XX. El concepto principal es el del mestizo como sujeto nacional moderno, representativo del nuevo estado revolucionario. También es esencial su interpretación de la Guerra del Chaco, expresada principalemtne en Sangre de mestizos, como un brutal conflicto, resultado de la manipulación política desde intereses de la oligarquía.
Su obra también insiste en enfatizar la decadencia del estado minero, que es caracterizado como feudal, atrasado, opresor y desconocedor de la realidad nacional. En síntesis es un estado débil y servil a los holdings mineros, descrito en trabajos como Metal del diablo. También se atribuye a Céspedes la mitificación de personajes como Busch (El dictador suicida) y Villarroel (El presidente colgado), cuyas figuras fueron un símbolo en el MNR y la revolución de 1952. El escritor y periodista Ignacio Vera de Rada atribuye a la obra narrativa de Céspedes una importancia fundamental para la consolidación y difusión de la ideología del Nacionalismo Revolucionario, aseverando en una reseña publicada en el periódico Página Siete el 2 de agosto de 2016 que «La novelística del aguerrido movimientista es quizá tan fundamental para echar los cimientos del nacionalismo del MNR como lo fueron Nacionalismo y Coloniaje de Carlos Montenegro, la Tesis de Ayopaya de Walter Guevara Arze y los escritos ideológicos de José Cuadros Quiroga».
Su cercanía política con todas las temáticas de su obra literaria, también le han validado críticas en cuanto a la falta de objetividad. En todo caso Céspedes nunca pasó desapercibido en la escena política, y en cuanto a su personalidad, ha descrito como «arbitrario, políticamente incorrecto, de lenguaje despojado y falto de consideraciones hasta la ferocidad, vigoroso, abierto, de un humor cortante».

## Obras

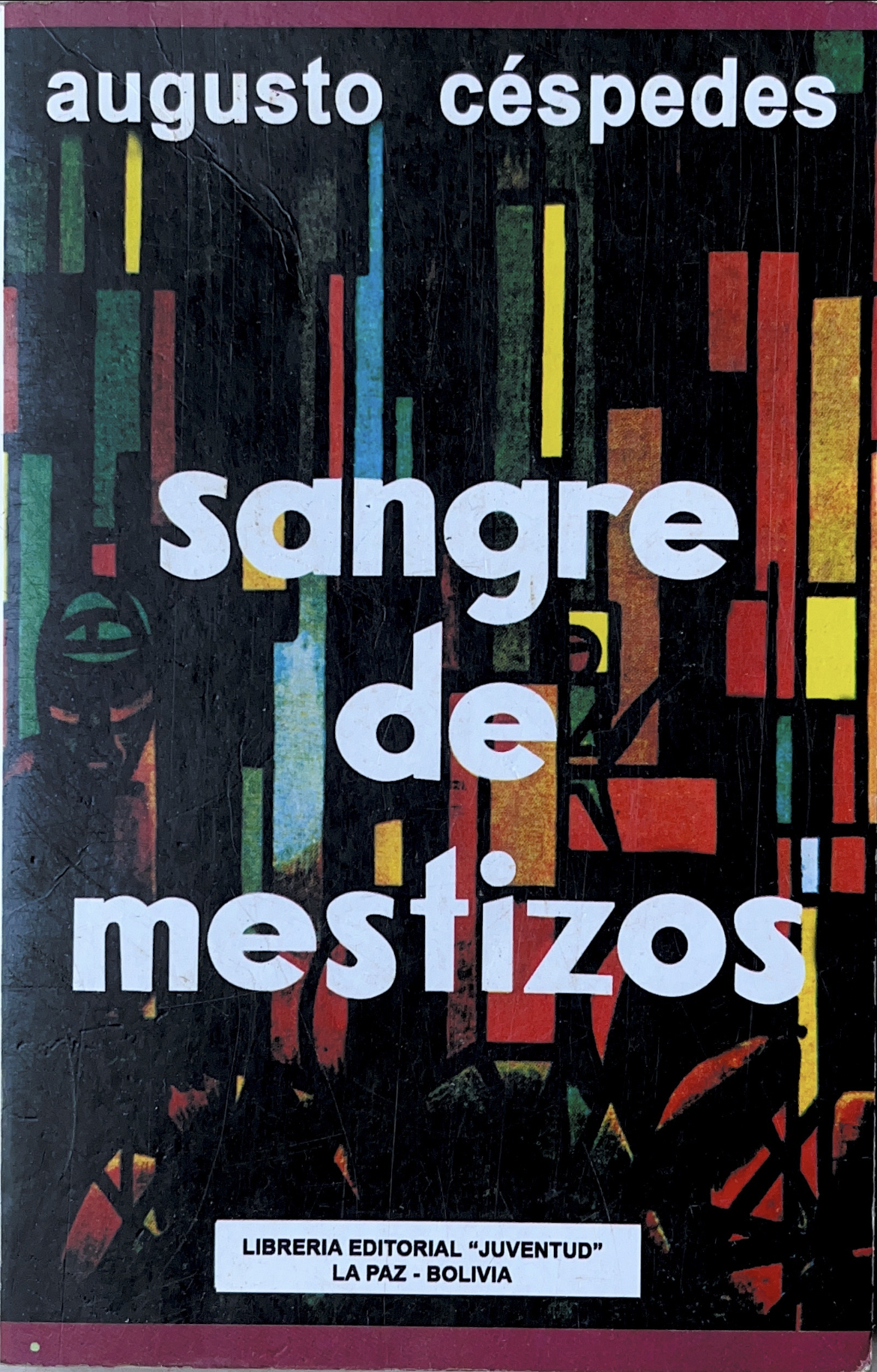
Tapa del libro Sangre de Mestizos, una de las obras más importantes de Céspedes.

- Sangre de Mestizos: relatos de la guerra del Chaco (El pozo, La paraguaya, la coronela...etc) (1936)
- Metal del diablo, novela (1946)
- El dictador suicida: 40 años de historia boliviana (1956)
- El presidente colgado (1966)
- Trópico enamorado, novela (1968)
- Salamanca o el metafísico del fracaso (1973)
- Crónicas heroicas de una guerra estúpida (1975)
- Las dos queridas del tirano (1984)

## Premios
- 1957 Premio Nacional de Literatura [cita requerida]